# Федорів Ірина Олександрівна
Ірина Олександрівна Федорів (нар. 1 травня 2005, Івано-Франківськ) – українська веслувальниця (каное), майстер спорту України міжнародного класу, чемпіонка Європи серед молоді 2024.

## Кар'єра
Веслуванням Ірина Федорів розпочала займатися у 12 років – у Миколи Перога, в СК «Альбатрос». До цього з чотирирічного віку займалася спортивною гімнастикою в Івано-Франківській спеціалізованій дитячо-юнацькій школі олімпійського резерву № 1 і отримала перший дорослий розряд із спортивної гімнастики. 

### 2019
Перші медалі національного рівня Ірина завоювала через два роки занять – у 2019 році: на юнацькому чемпіонаті України в Ковелі вона тричі підіймалася на верхню сходинку п’єдесталу: в каное-одиночці – на дистанціях 200 і 500 м, в каное-двійці – на дистанції 500 м (з Юлією Депутович).

### 2020
Наступного року Ірина Федорів завоювала перші нагороди міжнародного рівня – на змаганнях «Olympic Hopes», які вважаються неофіційним чемпіонатом світу серед юнаків. Вона привезла з Сегеду повний комплект нагород: золото в змішаній четвірці (дистанція 500 м), ще дві нагороди в каное-одиночці: срібло – на 500-метрівці та бронзу в спринті (200 м). Крім того, в 2020 році Ірина Федорів успішно дебютувала на чемпіонаті України серед юніорів (2002-2003 рр.н.). Вона змагалася із спортсменками старшими на два-три роки і завоювала дві срібні медалі в одиночному веслуванні – на дистанціях 200 і 500 м.

### 2021
В 2021 році Ірина Федорів стала срібною призеркою юніорського чемпіонату України в каное-одиночці (200 м) і завоювала право виступити на міжнародних змаганнях в цій віковій категорії. 
На чемпіонаті Європи серед юніорів Ірина стала четвертою в каное-двійці (з Василиною Калитюк), а на чемпіонаті світу – здобула свою першу нагороду на такому рівні – стала срібною призеркою в «каное-четвірці, 500 м» (з Ксенією Романчук, Христиною Осіпчук і Тетяною Смиловенко). Крім того, на чемпіонаті світу вона вийшла до фіналу змагань в олімпійській дисципліні – в каное-одиночці на дистанції 200 м посіла 7-е місце з результатом 50,29 секунди.

### 2022
В 2022 році Ірина Федорів завоювала дві медалі юніорського чемпіонату Європи в олімпійських видах програми: срібло в «каное-одиночці, 200 м» і бронзу в «каное-двійці, 500 м» (з Ксенією Романчук). 
На чемпіонаті світу серед юніорів Ірина також поповнила свою скарбничку двома нагородами: золотом в «каное-двійці, 500 м, мікст» з Ярославом Верблюдом і бронзою в «каное-четвірці, 500 м» (з Ксенією Романчук, Христиною Осіпчук і Тетяною Смиловенко).

### 2023
В 2023 році з Іриною Федорів та Миколою Перогом став працювати Юрій Чебан, який підготував срібну призерку Олімпійських ігор 2020 року, чемпіонку світу в 2021 році Анастасію Рибачок.
Цього року Ірина знову завоювала срібну медаль юніорського чемпіонату Європи в каное-одиночці на 200 м, а юніорський чемпіонат світу приніс їй дві нагороди: срібло в каное-двійці на 500 м (мікст з Ярославом Верблюдом) і бронзу в каное-четвірці на 500 м (з Іриною Неділько, Марією Яценко, Олександрою Шворак).

### 2024
В 2024 році Ірина Федорів вперше виступила в категорії «дорослі» - на Кубку України вона боролася за право виступати в європейській кваліфікації на Олімпіаду-2024 в каное-одиночці на 200 м. У цій боротьбі вона завоювала бронзову медаль, поступившись лише призеркам Олімпійських ігор – Людмилі Лузан і Анастасії Рибачок. 
На чемпіонаті України серед молоді Ірина Федорів вперше в історії українського веслування виступала в комбінезоні, який був спеціально пошитий для неї на замовлення. Вона вперше стала чемпіонкою в новій для себе віковій категорії та завоювала путівку на молодіжні чемпіонати Європи та світу. 
На чемпіонаті Європи серед молоді Ірина у змаганнях в «каное-одиночці, 200 м» завоювала золоту медаль (46,873 секунди). На цих змаганнях вона вперше в кар’єрі показала час із 47 секунд – у півфіналі (46,809) і фіналі .
Ще одну медаль на молодіжному Євро Ірина Федорів завоювала в «каное-двійці, 200 м». В екіпажі з Юліаною Путніною вона стала бронзовою призеркою. 
На чемпіонаті світу серед молоді Ірина в олімпійському виді програми – спринті - посіла 5-е місце (49,009).
За підсумками чемпіонатів Європи і світу серед молоді і юніорів (2021-2024) Ірина Федорів завоювала 10 медалей (2 золоті, 4 срібні і 4 бронзові)

### 2025
На етапі Кубку світу з веслування у місті Познань (22 - 25 травня) на дистанції каное-двійка (С-2) на 200 м отримала срібну медаль.
На цьому ж Кубку світу у місті Познань в індивідуальному заїзді (С-1) на дистанції 200 метрів завоювала срібну медаль.
На чемпіонаті Європи у місті Рачице (Чехія) на дистанції каное-двійка (C-2) на 200 м отримала срібну медаль, на дистанції каное-двійка (C-2) на 500 метрів отримала срібну медаль.
На чемпіонаті Європи серед молоді у місті Пітешть (Румунія) на дистанції каное-двійка (С-2) на 200 метрів завоювала золоту медаль. 

## Освіта
Середню освіту отримала у ліцеї № 20 Івано-Франківської міської ради (2011-2022). 
З 1 вересня 2011 року навчалася в Івано-Франківській музичній школі № 1 імені Миколи Лисенка за фахом "Скрипка". Музичну школу закінчила 25 травня 2020 року.
В 2022 році поступила до Прикарпатського національного університету імені Василя Стефаника (факультет фізичного виховання і спорту, спеціальність 017 «Фізична культура і спорт»).
Станом на 1 січня 2025 року є студенткою 3-го курсу цього навчального закладу.

## Досягнення
Чемпіонка Європи серед молоді 2024 року (каное-одиночка, 200 м).
Чемпіонка світу серед юніорів 2022 року (каное-двійка, 500 м, мікст; з Ярославом Верблюдом).
Срібна призерка чемпіонату світу серед юніорів 2021 (каное-четвірка, 500 м; з Ксенією Романчук, Христиною Осіпчук, Тетяною Смиловенко), 2023 (каное-двійка, 500 м, мікст; з Ярославом Верблюдом) рр.
Срібна призерка чемпіонату Європи серед юніорів 2022, 2023 (каное-одиночка, 200 м) рр.
Бронзова призерка чемпіонату Європи серед молоді 2024 року (каное-двійка, 200 м, з Юліаною Путніною).
Бронзова призерка чемпіонату світу серед юніорів 2022 (каное-четвірка, 500 м; з Ксенією Романчук, Христиною Осіпчук, Тетяною Смиловенко), 2023 (каное-четвірка 500 м; з Іриною Неділько, Марією Яценко, Олександрою Шворак) рр.
Бронзова призерка чемпіонату Європи серед юніорів 2022 року (каное-двійка, 500 м; з Ксенією Романчук).
Бронзова призерка Кубку України 2024 року (каное-одиночка, 200 м).
Чемпіонка України серед молоді 2024 року (каное-одиночка, 200 м).
Срібна призерка етапу Кубку світу у місті Познань у 2025 році на дистанції каное-двійка (200 метрів) та срібна призерка цього ж Кубку світу в індивідуальному заїзді на дистанції 200 метрів.
Срібна призерка Чемпіонату Європі у місті Рачице (Чехія) у 2025 році на дистанції каное-двійка (200 метрів) та срібна призерка цього ж чемпіонату на дистанції каное-двійка (500 метрів).
Чемпіонка Європи серед молоді у місті Пітешть (Румунія) на дистанції каное-двійка (С-2) на 200 метрів.
Неодноразова чемпіонка і призерка чемпіонату України серед юніорів, молоді та дорослих.